# Herminium himalayanum
Herminium himalayanum  (лат.) — вид однодольных растений, описанный в составе семейства Орхидные (Orchidaceae). Впервые описан ботаником Ренцем в 2001 году. Первоначально был описан в составе рода Bhutanthera. В результате ревизии 2017 года, таксон Bhutanthera стал рассматриваться как секция рода Herminium.

## Распространение, описание
Эндемик Бутана. Клубневой геофит. Наземное растение маленького размера. Клубни шаровидной формы. Стебель голый. Листьев два, базальных, тупоконечных, ланцетно-эллиптической формы. Соцветие несёт 3—4 цветка размером 0,7—0,9 см. Цветёт в конце весны.